# Kumiko Okada
Kumiko Okada (japanisch 岡田 久美子 Okada Kumiko; * 17. Oktober 1991 in Ageo, Präfektur Saitama) ist eine japanische Geherin.

## Sportliche Laufbahn
Kumiko Okada bestritt im Jahr 2008 ihre ersten internationalen Meisterschaften im Gehen. Damals qualifizierte sie sich für die U20-Weltmeisterschaften in Polen und konnte im Wettkampf über 10.000 Meter den achten Platz belegen. Auch zwei Jahre später ging sie bei den U20-Weltmeisterschaften an den Start und konnte in Kanada nach 45:56,15 min die Silbermedaille über 10.000 Meter gewinnen. 2011 bestritt sie ihren ersten Wettkampf über die 20-km-Distanz und qualifizierte sich mit dem dritten Platz bei den Asiatischen Meisterschaften im Gehen für die Universiade in Shenzhen. Dort blieb sie allerdings deutlich hinter ihrer Bestzeit zurück und landete im Ziel auf dem 15. Platz. Nach einem Jahr Wettkampfpause, kehrte sie 2013 wieder auf die Wettkampfstrecke zurück und wurde im Februar mit Bestzeit 1:32:22 h von Japanische Vizemeisterin. 2015 wurde Okada zum ersten Mal Japanische Meisterin über 20 km. In den kommenden Jahren fügte sie bis 2020 fünf weitere nationale Meistertitel hinzu. Mit ihrer Bestzeit von 1:29:46 h aus dem März 2015 gelang ihr die Qualifikation für die Weltmeisterschaften Ende August in Peking. Bei ihrer WM-Premiere landete sie auf dem 25. Platz.
2016 qualifizierte sich Okada zum ersten Mal für die Olympischen Sommerspiele, bei denen sie im August in Rio de Janeiro an den Start ging. Nach 1:32:42 h beendete sie den Wettkampf auf dem 16. Platz. Ein Jahr später nahm sie zum zweiten Mal an den Weltmeisterschaften teil und steigerte sich in London, im Vergleich zu 2015, auf den 18. Platz. 2018 nahm Okada für Japan im August an den Asienspielen in Jakarta teil und konnte nach 1:34:02 h die Bronzemedaille gewinnen. 2019 stellte Okada im Juni in Spanien mit 1:27:41 ihre persönliche Bestzeit auf, die zugleich Japanischen Nationalrekord bei den Frauen bedeuten. Ende September trat sie in Doha zum dritten Mal bei den Weltmeisterschaften an und erreichte mit Platz 6 ihr bestes Resultat bei Weltmeisterschaften. Zwei Jahre später nahm sie in der Heimat an ihren zweiten Olympischen Sommerspielen teil. Den Wettkampf in Sapporo beendete sie auf dem 15. Platz. 2022 gewann Okada ihren insgesamt sechsten japanischen Meistertitel über 20 km. Im Sommer nahm sie in den USA an ihren vierten Weltmeisterschaften teil, bei denen sie den 14. Platz belegte.

## Wichtige Wettbewerbe
| Jahr              | Veranstaltung           | Ort               | Platz             | Disziplin          | Zeit              |
| Startet für Japan | Startet für Japan       | Startet für Japan | Startet für Japan | Startet für Japan  | Startet für Japan |
| ----------------- | ----------------------- | ----------------- | ----------------- | ------------------ | ----------------- |
| 2008              | U20-Weltmeisterschaften | Bydgoszcz         | 8.                | 10.000 m Bahngehen | 46:10,26 min      |
| 2010              | U20-Weltmeisterschaften | Moncton           | 2.                | 10.000 m Bahngehen | 45:56,15 min      |
| 2011              | Universiade             | Shenzhen          | 15.               | 20 km Gehen        | 1:54:07 h         |
| 2015              | Weltmeisterschaften     | Peking            | 25.               | 20 km Gehen        | 1:34:56 h         |
| 2016              | Olympische Sommerspiele | Rio de Janeiro    | 16.               | 20 km Gehen        | 1:32:42 h         |
| 2017              | Weltmeisterschaften     | London            | 18.               | 20 km Gehen        | 1:31:19 h         |
| 2018              | Asienspiele             | Jakarta           | 3.                | 20 km Gehen        | 1:34:02 h         |
| 2019              | Weltmeisterschaften     | Doha              | 6.                | 20 km Gehen        | 1:34:36 h         |
| 2021              | Olympische Sommerspiele | Tokio             | 15.               | 20 km Gehen        | 1:31:57 h         |
| 2022              | Weltmeisterschaften     | Eugene            | 14.               | 20 km Gehen        | 1:31:53 h         |

## Persönliche Bestleistungen
Freiluft
- 5-km-Bahnengehen: 20:42,25 min, 19. Mai 2019, Kumagaya, (japanischer Rekord)
- 10-km-Bahnengehen: 42:51,82 min, 8. Dezember 2019, Sasebo, (japanischer Rekord)
- 10-km-Gehen: 43:32 min, 19. April 2015, Kanazawa
- 20-km-Gehen: 1:27:41 h, 8. Juni 2019, A Coruña, (japanischer Rekord)

Halle
- 10.000-m-Bahngehen: 44:11,56 min, 14. November 2020, Inzai